# Larwalne kolce brzeżne
Larwalne kolce brzeżne – rodzaj kolców obecnych na larwach koliszków.
Kolce te wyrastają w rzędzie wzdłuż brzegów ciała i zawiązków skrzydeł. Składa się na nie: zesklerotyzowana nasada, której kształt może być różny i bywa charakterystyczny dla gatunku oraz woskowego trzonu. Trzon ma walcowaty kształt i wydzielany jest przez nasadę kolców.
Funkcją kolców jest zwiększenie powierzchni ciała i uściślenie przylegania larwy do podłoża. Najbardziej rozwinięte są u gatunków żerujących na roślinach wiotkich oraz tropikalnych, a zredukowane u tych tworzących wyrośla.